# حامد بلم
حامد بلم (انگلیسی: Hamed Belem؛ زادهٔ ۲۴ سپتامبر ۱۹۹۹) بازیکن فوتبال اهل بورکینافاسو است.
وی همچنین در تیم‌های ملی فوتبال تیم دوم بورکینافاسو و بورکینافاسو بازی کرده است.